# Tiandong

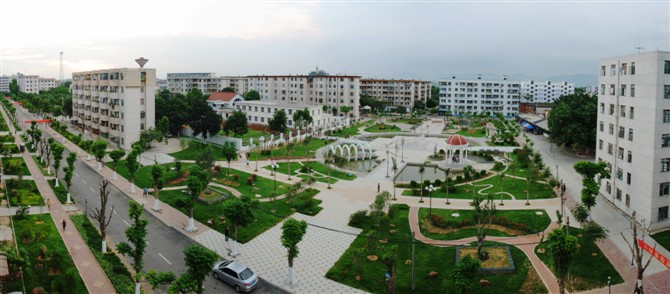
Baichai-Fabrikviertel

Tiandong (chinesisch 田东县, Pinyin Tiándōng Xiàn; Zhuang Denzdungh Yen) ist ein Kreis der bezirksfreien Stadt Bose im Westen des Autonomen Gebiets Guangxi der Zhuang-Nationalität im Süden der Volksrepublik China. Die Fläche beträgt 2.811 Quadratkilometer und die Einwohnerzahl 378.600 (Stand: 2018).